# Echymipera kalubu
Echymipera kalubu är en pungdjursart som först beskrevs av Johann Baptist Fischer 1829. Echymipera kalubu ingår i släktet taggpunggrävlingar och familjen punggrävlingar. IUCN kategoriserar arten globalt som livskraftig.
Pungdjuret förekommer på nästan hela Nya Guinea och på några mindre öar i samma region. Arten vistas där i låglandet och i upp till 2 000 meter höga bergstrakter. Habitatet utgörs av tropisk regnskog och arten hittas även i odlade områden.
Arten når en kroppslängd (huvud och bål) av 20 till 50 cm samt en svanslängd av 5 till 12,5 cm. På ovansidan förekommer rödbrun till svartbrun päls, ibland med glest fördelade gula hår, och undersidan är täckt av brun till ljusbrun päls. Vikten ligger vid 650 g.
Echymipera kalubu äter insekter, fallfrukt och frön. Den är nattaktiv och den lever antagligen ensam när honan inte är brunstig. Exemplar som hölls i fångenskap var aggressiva mot varandra. Honor kan vara brunstiga under alla årstider. Dräktigheten varar cirka 120 dagar och sedan föds upp till tre ungar. De vistas sedan en längre tid i moderns pung (marsupium).

## Underarter
Arten delas in i följande underarter:
- E. k. cockerelli
- E. k. kalubu
- E. k. oriomo
- E. k. philipi